# Christopher Dorner
Christopher Jordan Dorner (Nueva York, 4 de junio de 1979 - Angelus Oaks, California, 12 de febrero de 2013) fue un oficial policial de Los Ángeles quien, en el 3 de febrero de 2013, cometió una serie de tiroteos en varias partes de California, primariamente apuntando contra policías y sus familias. En total, mató a cuatro personas e hirió a otras tres. El 12 de febrero de 2013, Dorner murió durante un enfrentamiento con las fuerzas del orden del condado de San Bernardino.

## Primeros años
Dorner nació en el estado de Nueva York en 1979 y creció en el condado de Los Ángeles. Asistió a la Escuela John F. Kennedy en La Palma y la Escuela Cypress alta. Se graduó de la Southern Utah University en 2001 con una especialización en ciencias políticas y un menor en psicología.

## Carrera policial
Dorner fue contratado por el Departamento de Policía de Los Ángeles (en Inglés, Los Angeles Police Department, LAPD) en 2006.

### Alegaciones en contra de oficial de entrenamiento
El 4 de septiembre de 2008, fue despedido de esta organización tras alegar que a una policía compañera, Teresa Evans, en ese entonces oficial de entrenamiento, de usar fuerza excesiva durante el arresto de Christopher Gettler, quien sufría de demencia y esquizofrenia. Él dijo que Evans había  tirado el sujeto al suelo y que lo había pateado en la cara varias veces cuando ya estaba esposado, efectivamente acusándola de brutalidad policial. Una junta de revisión interna acusó a Dorner de haber mentido, a pesar de que la presunta víctima y el padre de la víctima testificaron y confirmaron sus alegaciones. 
No se tomaron ningunas medidas contra la agente Evans, y más tarde, se promovió a sargenta jefe.

## Tiroteos
Dorner dijo que su despido era injustificado, lo cual escribió en su manifiesto de 11 mil palabras, publicado en Facebook poco antes de que comenzaran los tiroteos. 
En respuesta a los tiroteos, en el 9 de febrero de 2013, la policía de Los Ángeles anunció que iba a reabrir el procedimiento disciplinario que condujo al despido de Dorner. 
Murió el 12 de febrero de 2013 durante un conflicto policial. La policía local incendió la cabaña en la que se encontraba.